# رباط قالقان
رباط قالقان (بالفارسية: رباط قالقان) هي قرية تقع في قسم كناررودخانه الريفي في إيران. يقدر عدد سكانها بـ 56 نسمة بحسب إحصاء 2016.